# Intelsat 904
Intelsat 904 (ang. International Telecommunications Satellite) – satelita telekomunikacyjny należący do operatora Intelsat, międzynarodowego giganta w tej dziedzinie, który od 1965 roku wyniósł na orbitę przeszło 80 satelitów.
Intelsat 904 został wyniesiony 23 lutego 2002. Znajduje się na orbicie geostacjonarnej (nad równikiem), na 60. stopniu długości geograficznej wschodniej.
Nadaje sygnał stacji telewizyjnych, radiowych, przekazy telewizyjne oraz dane (dostęp do Internetu) do odbiorców w Europie, Azji oraz w Afryce i częściowo w Zachodniej Australii.